# Chorizopes nipponicus
Chorizopes nipponicus är en spindelart som beskrevs av Takeo Yaginuma 1963. Chorizopes nipponicus ingår i släktet Chorizopes och familjen hjulspindlar. Inga underarter finns listade i Catalogue of Life.